# Shatranj
|    | |    |    |    |    |    |    |
|    | \| \| \| \| \| \| \| \| \| \| \| \| \| \| \| \| \| \| \| \| \| \| \| \| \| \| \| \| \| \| \| \| \| \| \| \| \| \| \| \| \| \| \| \| \| \| \| \| \| \| \| \| \| \| \| \| \| \| \| \| \| \| \| \| \| \| \| \| \| \| \| \| |    |    |    |    |    |    |
|    | |    |    |    |    |    |    |
| a8 | b8 | c8 | d8 | e8 | f8 | g8 | h8 |
| a7 | b7 | c7 | d7 | e7 | f7 | g7 | h7 |
| a6 | b6 | c6 | d6 | e6 | f6 | g6 | h6 |
| a5 | b5 | c5 | d5 | e5 | f5 | g5 | h5 |
| a4 | b4 | c4 | d4 | e4 | f4 | g4 | h4 |
| a3 | b3 | c3 | d3 | e3 | f3 | g3 | h3 |
| a2 | b2 | c2 | d2 | e2 | f2 | g2 | h2 |
| a1 | b1 | c1 | d1 | e1 | f1 | g1 | h1 |

| a8 | b8 | c8 | d8 | e8 | f8 | g8 | h8 |
| a7 | b7 | c7 | d7 | e7 | f7 | g7 | h7 |
| a6 | b6 | c6 | d6 | e6 | f6 | g6 | h6 |
| a5 | b5 | c5 | d5 | e5 | f5 | g5 | h5 |
| a4 | b4 | c4 | d4 | e4 | f4 | g4 | h4 |
| a3 | b3 | c3 | d3 | e3 | f3 | g3 | h3 |
| a2 | b2 | c2 | d2 | e2 | f2 | g2 | h2 |
| a1 | b1 | c1 | d1 | e1 | f1 | g1 | h1 |

Shatranj o shatranji es el nombre de una forma antigua del ajedrez, a partir del cual el ajedrez moderno se ha desarrollado gradualmente. El juego llegó a Persia a partir del juego indio del chaturanga alrededor del siglo VI d. C. El nombre persa del juego era Chatrang. No se conocen a ciencia cierta las reglas del chaturanga. Se cree que el chatrang y el chaturanga tenían las mismas o muy similares reglas. Después de que el juego se extendiera a lo largo del mundo islámico, su nombre cambió por el de Shatranj. Las reglas y los nombres de las piezas se mantuvieron tales y como eran en Persia. El juego fue muy popular durante casi 1000 años, pero después fue siendo reemplazado gradualmente por el ajedrez moderno.

## Reglas
|    | |    |    |    |    |    |    |
|    | \| \| \| \| \| \| \| \| \| \| \| \| \| \| \| \| \| \| \| \| \| \| \| \| \| \| \| \| \| \| \| \| \| \| \| \| \| \| \| \| \| \| \| \| \| \| \| \| \| \| \| \| \| \| \| \| \| \| \| \| \| \| \| \| \| \| \| \| \| \| \| \| |    |    |    |    |    |    |
|    | |    |    |    |    |    |    |
| a8 | b8 | c8 | d8 | e8 | f8 | g8 | h8 |
| a7 | b7 | c7 | d7 | e7 | f7 | g7 | h7 |
| a6 | b6 | c6 | d6 | e6 | f6 | g6 | h6 |
| a5 | b5 | c5 | d5 | e5 | f5 | g5 | h5 |
| a4 | b4 | c4 | d4 | e4 | f4 | g4 | h4 |
| a3 | b3 | c3 | d3 | e3 | f3 | g3 | h3 |
| a2 | b2 | c2 | d2 | e2 | f2 | g2 | h2 |
| a1 | b1 | c1 | d1 | e1 | f1 | g1 | h1 |

| a8 | b8 | c8 | d8 | e8 | f8 | g8 | h8 |
| a7 | b7 | c7 | d7 | e7 | f7 | g7 | h7 |
| a6 | b6 | c6 | d6 | e6 | f6 | g6 | h6 |
| a5 | b5 | c5 | d5 | e5 | f5 | g5 | h5 |
| a4 | b4 | c4 | d4 | e4 | f4 | g4 | h4 |
| a3 | b3 | c3 | d3 | e3 | f3 | g3 | h3 |
| a2 | b2 | c2 | d2 | e2 | f2 | g2 | h2 |
| a1 | b1 | c1 | d1 | e1 | f1 | g1 | h1 |

|    | |    |    |    |    |    |    |
|    | \| \| \| \| \| \| \| \| \| \| \| \| \| \| \| \| \| \| \| \| \| \| \| \| \| \| \| \| \| \| \| \| \| \| \| \| \| \| \| \| \| \| \| \| \| \| \| \| \| \| \| \| \| \| \| \| \| \| \| \| \| \| \| \| \| \| \| \| \| \| \| \| |    |    |    |    |    |    |
|    | |    |    |    |    |    |    |
| a8 | b8 | c8 | d8 | e8 | f8 | g8 | h8 |
| a7 | b7 | c7 | d7 | e7 | f7 | g7 | h7 |
| a6 | b6 | c6 | d6 | e6 | f6 | g6 | h6 |
| a5 | b5 | c5 | d5 | e5 | f5 | g5 | h5 |
| a4 | b4 | c4 | d4 | e4 | f4 | g4 | h4 |
| a3 | b3 | c3 | d3 | e3 | f3 | g3 | h3 |
| a2 | b2 | c2 | d2 | e2 | f2 | g2 | h2 |
| a1 | b1 | c1 | d1 | e1 | f1 | g1 | h1 |

| a8 | b8 | c8 | d8 | e8 | f8 | g8 | h8 |
| a7 | b7 | c7 | d7 | e7 | f7 | g7 | h7 |
| a6 | b6 | c6 | d6 | e6 | f6 | g6 | h6 |
| a5 | b5 | c5 | d5 | e5 | f5 | g5 | h5 |
| a4 | b4 | c4 | d4 | e4 | f4 | g4 | h4 |
| a3 | b3 | c3 | d3 | e3 | f3 | g3 | h3 |
| a2 | b2 | c2 | d2 | e2 | f2 | g2 | h2 |
| a1 | b1 | c1 | d1 | e1 | f1 | g1 | h1 |

La disposición inicial de las piezas en el shatranj era esencialmente la misma que en el ajedrez moderno. Sin embargo, la posición de los reyes no era fija, podía ser a la derecha o a la izquierda. Tanto la disposición del ajedrez moderno como la que se muestra en el diagrama de arriba eran posibles. En cualquier caso, ambos reyes debían estar ubicados en la misma fila.
El rey, la torre y el caballo se movían exactamente del mismo modo que en el ajedrez moderno. El caballo ya tenía este nombre en Shatranj (y no caballero, como en algunas lenguas europeas).
Junto al rey se colocaba una pieza llamada alferza (del persa farzin, visir, consejero). Se movía una sola casilla y en diagonal. Era una pieza relativamente débil. Se sustituyó por la Dama del ajedrez moderno. Incluso en la actualidad, la palabra para la Dama es Ферзь (ferz) en ruso y vezér en húngaro. En los diagramas se representa con el símbolo de la Dama del ajedrez moderno.
Además de los caballos había dos elefantes o alfiles (del persa fil, elefante). Estos alfiles movían exactamente dos casillas en diagonal, saltando sobre la que queda entre la de origen y la de destino (comparar con el movimiento del elefante chino). Hay que notar que cada uno de los alfiles podía alcanzar sólo una octava parte de las casillas del tablero, y como sus circuitos eran disjuntos nunca podían capturarse los unos a los otros.  Ésta es la única pieza que podría haberse movido de modo diferente en el chaturanga. Este elefante fue reemplazado por el moderno alfil. En italiano y español, a pesar del cambio la pieza conservó su antiguo nombre (alfiere y alfil, respectivamente). En los diagramas aparecen con el símbolo que se utiliza para los alfiles modernos.
Los peones en Shatranj se movían como los del ajedrez, pero no tenían la opción de mover dos casillas en su primera jugada. Cuando alcanzaban la octava fila podían ser promovidos, pero solo podían cambiarse por un alferza.  
Había otras diferencias, en comparación con el ajedrez moderno:
- El enroque no existía aún (se inventó mucho después).
- El ahogado al rey suponía una victoria para quien lo conseguía.
- Capturar todas las piezas contrarias, aparte del rey (desnudar al rey) suponía la victoria, a no ser que el oponente pudiera capturar la última pieza rival en la siguiente jugada, en cuyo caso la partida acababa en tablas.

## Historia

### Jugadores famosos
Durante el reinado de los califas árabes, los mejores jugadores de shatranj eran llamados aliyat. Sólo había un puñado de jugadores de esta categoría. Los más famosos de entre ellos fueron los siguientes:
- Jabir al-Kufi, Rabrab y Abun-Naam Tres aliyat durante el califato de al-Ma'mun.
- Al-Adli el jugador más fuerte durante el califato de al-Wathiq. En su tiempo fue el único jugador en la categoría de los aliyat.
- Ar-Razi ganó un encuentro en 847 frente a un anciano al-Adli en presencia del califa al-Mutawakkil y así se convirtió en aliyat.
- As-Suli fue el jugador más fuerte durante el califato de al-Muktafi. Al-Razi había muerto y no había jugadores de fuerza comparable hasta que as-Suli apareció en escena. En presencia de al-Muktafi ganó fácilmente un encuentro contra un tal al-Mawardi, con lo que demostró ser el mejor jugador de su época. As-Suli consideraba a Rabrab y a ar-Razi los mejores de entre sus predecesores.
- Al-Lajlaj fue alumno de as-Suli y también un gran maestro del shatranj en su época.

### Clasificación de los jugadores
Al-Adli y as-Suli introdujeron clasificaciones de jugadores en función de su fuerza de juego. Ambos especifican 5 clases de jugadores:
- Aliyat (o aliya), grandes
- Mutaqaribat, próximos - jugadores que podían ganar entre 2 y 4 partidas de 10 en un encuentro frente a un aliya. Recibían de los aliya la ventaja de un peón (los mejores jugadores de un peón g, a o h, los más débiles un peón de d o de e).
- Tercera clase - jugadores que recibían del aliya la ventaja de un alferza.
- Cuarta clase - recibían un caballo.
- Quinta clase - recibían una torre.

Para determinar su clase, un jugador disputaría una serie de encuentros frente a un rival cuya categoría fuera conocida, sin ventajas de ningún tipo. Si ganaba 7 o más partidas de 10, pertenecía a una clase superior.

## El juego

### Aperturas
|    | |    |    |    |    |    |    |
|    | \| \| \| \| \| \| \| \| \| \| \| \| \| \| \| \| \| \| \| \| \| \| \| \| \| \| \| \| \| \| \| \| \| \| \| \| \| \| \| \| \| \| \| \| \| \| \| \| \| \| \| \| \| \| \| \| \| \| \| \| \| \| \| \| \| \| \| \| \| \| \| \| |    |    |    |    |    |    |
|    | |    |    |    |    |    |    |
| a8 | b8 | c8 | d8 | e8 | f8 | g8 | h8 |
| a7 | b7 | c7 | d7 | e7 | f7 | g7 | h7 |
| a6 | b6 | c6 | d6 | e6 | f6 | g6 | h6 |
| a5 | b5 | c5 | d5 | e5 | f5 | g5 | h5 |
| a4 | b4 | c4 | d4 | e4 | f4 | g4 | h4 |
| a3 | b3 | c3 | d3 | e3 | f3 | g3 | h3 |
| a2 | b2 | c2 | d2 | e2 | f2 | g2 | h2 |
| a1 | b1 | c1 | d1 | e1 | f1 | g1 | h1 |

| a8 | b8 | c8 | d8 | e8 | f8 | g8 | h8 |
| a7 | b7 | c7 | d7 | e7 | f7 | g7 | h7 |
| a6 | b6 | c6 | d6 | e6 | f6 | g6 | h6 |
| a5 | b5 | c5 | d5 | e5 | f5 | g5 | h5 |
| a4 | b4 | c4 | d4 | e4 | f4 | g4 | h4 |
| a3 | b3 | c3 | d3 | e3 | f3 | g3 | h3 |
| a2 | b2 | c2 | d2 | e2 | f2 | g2 | h2 |
| a1 | b1 | c1 | d1 | e1 | f1 | g1 | h1 |

Las aperturas en shatranj se solían llamar tabiya (plural: tabiyat), que se podría traducir como disposición de combate. Debido al lento desarrollo de las piezas en shatranj, la secuencia exacta de jugadas era relativamente poco importante.  En su lugar, los jugadores buscaban alcanzar una posición específica, tabiya, generalmente sin hacer caso de las jugadas de su oponente. 
A la derecha se muestra la posición de una partida, en la que el blanco ha jugado una tabiya bastante popular, llamada Mujannah (la del ala, o la del flanco). El negro está jugando la tabiya Mashaikhi (la apertura del jeque). En la posición inicial de esta partida el rey estaba en el lado derecho. Esta posición se alcanzó tras las siguientes jugadas: 1.f3 h6 2.f4 b6 3.Cf3 f6 4.g3 e6 5.c3 d6 6.c4 Ce7 7.Cc3 Cd7 8.b3 e5 9.e3 d5 10.d3 c6 11.Tb1 Dc7 12.Tg1 Dd6. El negro y el blanco pueden jugar la misma tabiya. Por ejemplo, en la apertura llamada Doble Mujannah, ambos juegan la tabiya Mujannah, alcanzándose una posición simétrica.
Las obras de al-Adli y as-Suli contienen colecciones de tabiyat. Las tabiyat se solían ofrecer como una posición en medio tablero, junto con comentarios sobre la misma. La secuencia concreta de movimientos no estaba especificada. En su libro Al-Lajlaj analizó algunas tabiyas en detalle. Comenzaba sus análisis a partir de una apertura dada, por ejemplo la "Doble Mujannah" o la "Mujannah - Mashaikhi", y los continuaba hasta la jugada 40, dando numerosas variantes.

### Valor de las piezas
Tanto al-Adli como as-Suli ofrecieron un cálculo del valor de las piezas en sus libros sobre el shatranj. Utilizaron un sistema monetario para especificar el valor de las piezas. Por ejemplo, as-Suli ofrece el valor de las piezas en dirhem, la moneda que se utilizaba en su época:
| Pieza                                          | Valor            |
| Torre                                          | 1 dirhem         |
| Caballo                                        | 2/3 dirhem       |
| Alferza                                        | 1/3 - 3/8 dirhem |
| Alfil                                          | 1/4 dirhem       |
| Peón central (peón de d, o e)                  | 1/4 dirhem       |
| Peón de caballo o alfil (peón de b, c, f, o g) | 1/6 - 1/5 dirhem |
| Peón de torre (peón de a o h)                  | 1/8 dirhem       |

As-Suli también creía que el peón de b era mejor que el peón de f y que el alfil del flanco de rey era mejor que el del flanco de dama (alferza). Incluso, un alfil en la columna c era mejor que el peón de d y un alfil en la columna f mejor que el peón de e.

## Mansubat
|    | |    |    |    |    |    |    |
|    | \| \| \| \| \| \| \| \| \| \| \| \| \| \| \| \| \| \| \| \| \| \| \| \| \| \| \| \| \| \| \| \| \| \| \| \| \| \| \| \| \| \| \| \| \| \| \| \| \| \| \| \| \| \| \| \| \| \| \| \| \| \| \| \| \| \| \| \| \| \| \| \| |    |    |    |    |    |    |
|    | |    |    |    |    |    |    |
| a8 | b8 | c8 | d8 | e8 | f8 | g8 | h8 |
| a7 | b7 | c7 | d7 | e7 | f7 | g7 | h7 |
| a6 | b6 | c6 | d6 | e6 | f6 | g6 | h6 |
| a5 | b5 | c5 | d5 | e5 | f5 | g5 | h5 |
| a4 | b4 | c4 | d4 | e4 | f4 | g4 | h4 |
| a3 | b3 | c3 | d3 | e3 | f3 | g3 | h3 |
| a2 | b2 | c2 | d2 | e2 | f2 | g2 | h2 |
| a1 | b1 | c1 | d1 | e1 | f1 | g1 | h1 |

| a8 | b8 | c8 | d8 | e8 | f8 | g8 | h8 |
| a7 | b7 | c7 | d7 | e7 | f7 | g7 | h7 |
| a6 | b6 | c6 | d6 | e6 | f6 | g6 | h6 |
| a5 | b5 | c5 | d5 | e5 | f5 | g5 | h5 |
| a4 | b4 | c4 | d4 | e4 | f4 | g4 | h4 |
| a3 | b3 | c3 | d3 | e3 | f3 | g3 | h3 |
| a2 | b2 | c2 | d2 | e2 | f2 | g2 | h2 |
| a1 | b1 | c1 | d1 | e1 | f1 | g1 | h1 |

Los maestros árabes compusieron muchos problemas de shatranj. Estos problemas se llamaban mansuba (plural: mansubat). Esta palabra se puede traducir del árabe como arreglo, posición o situación. Los mansubats solían estar compuestos de modo que la victoria se obtenía mediante una secuencia de jaques. El propio rey solía estar amenazado de mate inmediato.
Uno de los más famosos Mansubat es el Problema de Dilaram, que se muestra a la derecha. El negro amenaza un jaque mate inmediato mediante 1...Ta2, 1...Ta8 o 1...Tb4. Sin embargo, el blanco gana sacrificando las dos torres: 1.Th8+ Rxh8 2.Af5+ Th2 3.Txh2+ Rg8 4.Th8+ Rxh8 5.g7+ Rg8 6.Ch6# (el rey negro no puede moverse a h7, porque sería atacado por el alfil de f5).